# Howard Post
Howard Post (New York, 2 novembre 1926 – New York, 22 maggio 2010) è stato un fumettista statunitense.
Iniziò a lavorare come autore di fumetti molto giovane, durante la seconda guerra mondiale. Nello stesso periodo entrò alla Paramount come animatore. 
Come autore lavorò a lungo alla realizzazione dei comic books della Harvey Comics curando personaggi come il diavoletto Hot Stuff, lo spettro Spooky, la piccola strega buona Wendy e il gigante Shumbo. 
Per la DC Comics lavorò tra l'altro al personaggio di Anthro, uomo preistorico. 
Ricoprì tra il 1964 ed il 1965 il ruolo di capo dei Paramount cartoon studios. 
È conosciuto in Italia, soprattutto per essere l'autore di testo e disegni della celebre striscia The Dropouts (Gli emarginati), che tra il 1968 ed il 1981 fu pubblicata con strisce quotidiane su moltissimi giornali di tutto il mondo. In Italia contribuì in maniera determinante la pubblicazione delle avventure e delle gag dei due naufraghi Alf e Sandy sul mensile Linus diretto da Oreste Del Buono.
È scomparso nel 2010 all'età di 83 anni.